# KB's anlæg
KB's anlæg er et anlæg ejet af KB hvor klubbens spillere træner. FCK's superligahold træner også på disse baner. Anlægget ligger på Peter Bangs Vej på Frederiksberg, og på anlæggets areal ligger bl.a. KB Hallen.
| Idrætsanlæg | Spire Denne artikel om et idrætsanlæg er en spire som bør udbygges. Du er velkommen til at hjælpe Wikipedia ved at udvide den. |

55°40′33″N 12°29′42″Ø / 55.6759°N 12.4951°Ø